# Gusići (plemstvo)
Gusići, prema nekim izvorima Gušići (lat. de generatione Gussichorum, de genere Gusich, de genere Gussich, de genere Gussichorum, de genere Gussithorum, Gusich, Gussich, Gwzych, natione Gussikiorum) su jedno od dvanaest starohrvatskih plemena, čiji su starješine imali značajnu ulogu u srednjovjekovnoj hrvatskoj državi, spadajući među one povlaštene koji su imali pravo birati kralja. Pripadali su nižem plemstvu.
Gusići su u srednjem vijeku naseljavali i posjedovali područje velikog dijela povijesne hrvatske pokrajine Like i spadaju među najznačajnije predstavnike ličkog plemstva. U povijesnim izvorima spominje se da je Pavao Gusić, pripadnik roda krbavskih knezova Gusića, sudjelovao kao jedan od dvanaest predstavnika hrvatskog plemstva pri izboru ugarskog kralja Kolomana (1095. – 1116.) za hrvatsko-dalmatinskog kralja 1102. godine i bio sudionik („potpisnik“) sklapanja sporazuma poznatog pod nazivom Pacta conventa, čime je Hrvatska ušla u personalnu uniju s Ugarskom.
U svom „Diplomatičkom zborniku Kraljevine Hrvatske, Dalmacije i Slavonije“ povjesničar Tadija Smičiklas (1843. – 1914.) ističe da su Gusići već 1287. godine imali u svojem grbu kao heraldički znak lik guske s vratom probodenim strijelom. U to su vrijeme članovi ovog velikaškog roda bili najbogatiji i najutjecajniji na području Krbavske župe i obnašali župansku čast. Sjedište im je bilo u Udbini, a župa je osim užeg područja Krbave uključivala i područje Korenice.

## Povijest roda Gusića
Najstarijim članom roda Gusića smatra se Prvaneg koji je živio u 11. stoljeću. Spominje se u povelji hrvatskog kralja Petra Krešimira IV. (1059. – 1074.) iz veljače 1066. godine gdje se navodi kao lučki župan. U to vrijeme Gusići su obitavali na području Lučke i Sidraške županije, u okolici kraljevskog grada Biograda.
Slovinja iz roda Gusića dobio je prije 1181. godine, od hrvatsko-ugarskog kralja Bele III. (1172. – 1196.) naslov krbavskog kneza i upravu nad Krbavskom županijom te se smatra utemeljiteljem krbavske grane Gusića. Ladislav, sin Jakova Gusića dobio je 1250. godine u posjed sela Gomiljane i Radoslavovu Vas u Bužanima od kralja Bele IV. (1235. – 1270.) te još šest sela u Krbavskoj županiji i jedno u Lučkoj županiji.
Krajem 13. i početkom 14. stoljeća na čelu najjačeg ogranka ovog plemićkog roda nalazi se knez Kurjak Gusić, čiji se potomci od tada pa nadalje nazivaju Kurjakovići. Među njima je bilo nekoliko hrvatskih banova: 
- Budislav (Butko), Kurjakov unuk (†15. veljače 1401.),  ban 1394.
- Karlo II. Čekliški i Ivan, Kurjakovi praunuci, banovi 1410-1411.
- Ivan Karlović „Torkvat“ (latinski: Torquatus), sin Karla Kurjakovića i Doroteje rođ. Frankopan, (*1478/79; †1531.),  ban 1521-1524. i 1527-1531.

Obitelj Kurjakovića od roda Gusića je preuzela upravu nad Krbavom i otada druge grane roda Gusića nisu imale značajniju ulogu u javnom i političkom životu niti su sudjelovale u radu krbavskog sudbenog suda. Ladislavovi sinovi Gvido, Desina i Pribislav bili su u sukobu s rođakom Kurjakom, osnivačem obitelji Kurjaković, koji im je oteo dio posjeda u Krbavi. 
Početkom 13. stoljeća jedan dio Gusića Krbavskih stekao je darovnicom kralja Andrije II. (1205. – 1235.) u posjed Posedarje, prema kojem su u 14. stoljeću nosili ime knezova Posedarskih. Toj obitelji pripadao je protuosmanlijski ratnik i uskok, knez Martin Posedarski († 1601.). Obitelj je izumrla u muškoj liniji krajem 18. stoljeća, a u ženskoj liniji je izumrla do sredine 20. stoljeća.
U jeku turske navale na hrvatske krajeve tijekom 15. i 16. stoljeća Gusići se sele prema sjeverozapadu, u nešto sigurnije krajeve. U Gackoj podižu utvrdu Gusić-grad, koju su, međutim, 1575. godine zauzle i kasnije razarile Osmanlije. Sličnu sudbinu doživljava i grad Brlog. Godine 1556. spominje se Gašpar Gusić († iza 1562.) kao podban i gospodar Turnja, od kojeg potječe obitelj Gusića Turanjskih čiji su članovi kasnije stekli barunski naslov. Dio gackih Gusića je pred turskom izbjegao u grad Senj, gdje vrše različite vojne dužnosti, a kasnije u Ogulin i dalje, u druge slobodne krajeve tada većim dijelom okupirane Hrvatske, te na područje Slovenije.
Početkom 18. stoljeća (točnije 21. travnja 1701. godine) Gusići su dobili naslov baruna i odgovarajući grb od njemačkog cara i hrvatsko-ugarskog kralja Leopolda I. Habsburga (1657. – 1705.). Tijekom 18. stoljeća barunski se ogranak obitelji podijelio na dva dijela. Rodu Gusića pripadali su i knezovi Izačići i Krčelićo.
Potomci krbavskih knezova Gusića i danas žive širom Hrvatske, te kod Novog Mesta u Sloveniji i u BiH a poslije 1992 i u Velikoj Britaniji.
Nedaleko od slovenske granice u Vivodini rođen je Ivan Rupert Gusić (1761. – 1821.), prevoditelj Novog zavjeta na kajkavsko narječje.

## Vanjske poveznice
- Gusići Hrvatska enciklopedija
- Gusići Proleksis enciklopedija
- Gusići Hrvatski biografski leksikon
- Kraljevska vlast u Lici u vrijeme kralja Bele IV  Arhivirana inačica izvorne stranice od 4. ožujka 2016. (Wayback Machine)
- Plemstvo dvanaest plemena Kraljevine Hrvatske  Arhivirana inačica izvorne stranice od 29. prosinca 2009. (Wayback Machine)
- Knezovi Kurjakovići Krbavski